# Lycosa australis
Lycosa australis là một loài nhện trong họ Lycosidae.
Loài này thuộc chi Lycosa. Lycosa australis được Eugène Simon miêu tả năm 1884.